# Volvo F85
Volvo F84/F85/F86 är en serie lastbilar, tillverkade av den svenska biltillverkaren Volvo mellan 1965 och 1979.

## Volvo F84/F85
Volvo hade introducerat den frambyggda Raske Tiptop med tippbar hytt redan 1962. 1965 fick bilen en ny större motor och bytte namn till F85. Mellan 1968 och 1974 såldes även den enklare F84, utan servostyrning och med lägre lastvikt.
1976 uppgraderades bilen till F85S, med större motor och förbättrad förarmiljö med mer komfortabel hytt.

## Volvo F86
1964 hade Volvo Viking försetts med den frambyggda hytten från Raske Tiptop. När Volvo införde sitt ”System 8” året därpå bytte bilen namn till F86. Förändringarna var dock större än så och omfattade en ny motor, ny åttaväxlad växellåda och en allmän uppdatering av de flesta komponenterna.
1973 moderniserades modellen med bland annat en ny kylargrill i plast. 1976 förbättrades förarmiljön med en mer komfortabel hytt.

## Bogserbil 959

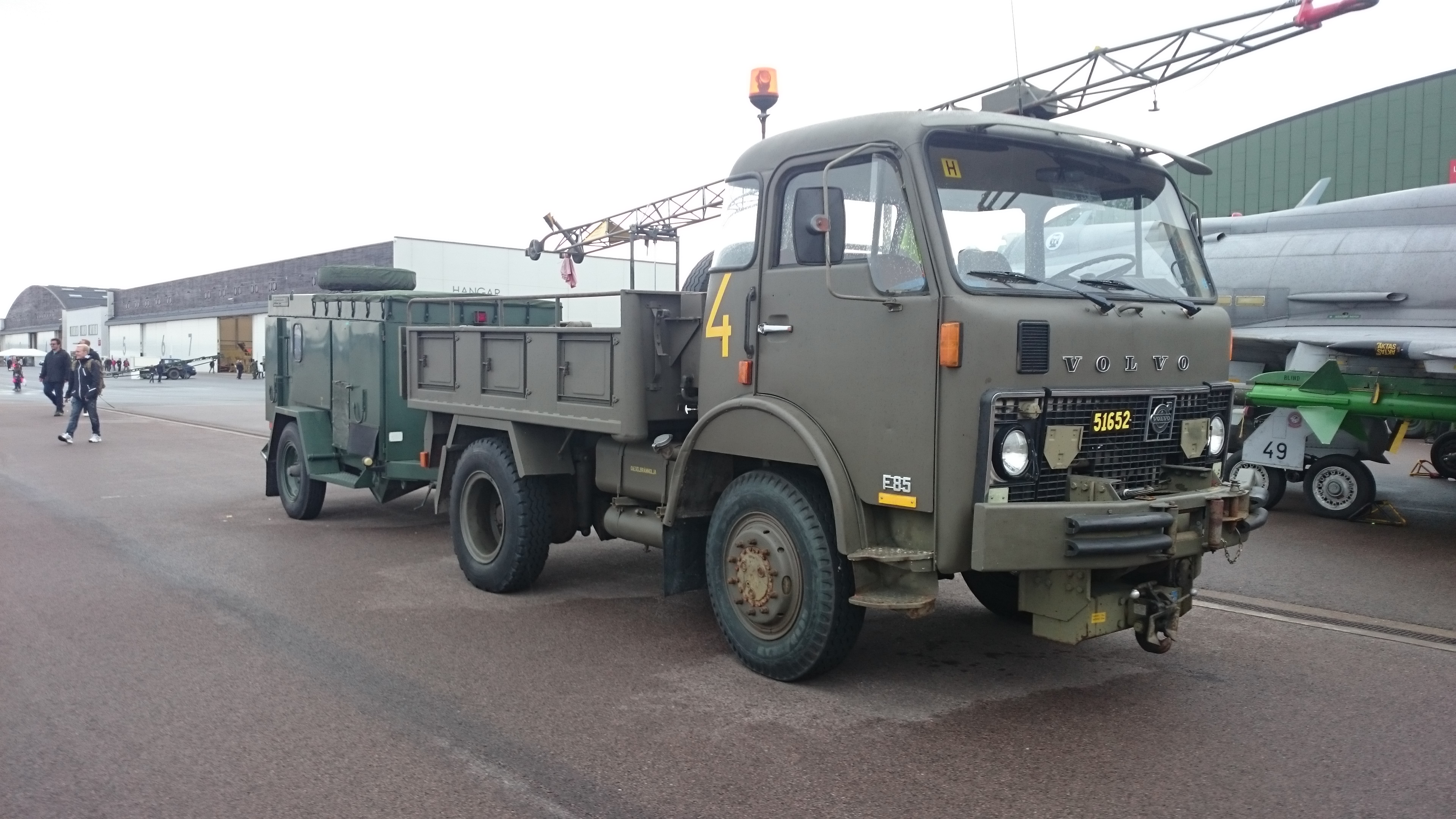
Bogserbil 959 med Kraftvagn 745

1976 levererades 165 stycken F85S 4x4 till Svenska flygvapnet som Bogserbil 959, den ersatte den tidigare Startbil 953 som bogserbil för flygplan på flygflottiljerna. 

## Motorer
| Modell  | Årsmodell | Motor                    | Cylindervolym | Effekt     | Bränslesystem |
| ------- | --------- | ------------------------ | ------------- | ---------- | ------------- |
| F84/F85 | 1965-76   | D50: 6-cyl radmotor ohv  | 5130 cm³      | 107-117 hk | Dieselmotor   |
| F84/F85 | 1965-76   | TD50: 6-cyl radmotor ohv | 5130 cm³      | 147-165 hk | Turbodiesel   |
| F86     | 1965-79   | D70: 6-cyl radmotor ohv  | 6724 cm³      | 144-150 hk | Dieselmotor   |
| F86     | 1965-79   | TD70: 6-cyl radmotor ohv | 6724 cm³      | 185-210 hk | Turbodiesel   |
| F85S    | 1977-78   | TD60: 6-cyl radmotor ohv | 5479 cm³      | 180 hk     | Turbodiesel   |